# Ново-Село (Вукосавле)
Ново-Село (серб. Ново Село / Novo Selo) — село в общине Вукосавле Республики Сербской Боснии и Герцеговины. В настоящее время село необитаемо.

## История
Ранее называлось Балеговац (серб. Балеговац), до войны в Боснии и Герцеговины входило в общину Оджак.